# Нове завтра
«Нове завтра» (англ. The New Tomorrow) — новозеландський науково-фантастичний драматичний телесеріал від каналу Cloud 9, продовження культового телесеріалу «Плем'я». Телесеріал створено Реймондом Томпсоном, а прем'єра відбулася 17 вересня 2005 року на австралійському телеканалі Seven Network.
Події «Нового завтра» розпочинаються по завершенні останнього епізоду п'ятої серії «Племені». Незрозуміло, скільки часу минуло з моменту закінчення «Племені» або які зв'язки існують між двома телесеріалами.

## Передмова
Після спалаху вірусу все доросле населення знищене, залишивши своїх дітей виживати на самоті. Більшість дітей створили племена, кожен зі своїм особливим макіяжем та одягом. Кожне з цих племен дотримується різних філософій, які незмінно призводять до конфліктів.
Хоча Плем'я розповідає головним чином про дітей, які вижили в місті, «Нове Завтра» розповідає про дітей у сільській місцевості та лісі, зокрема про три племені — Мурах, Колючок та Привілейованих.

## Герої

### Головні
- Скай (грає Нік Фентон) — загадковий аутсайдер, який спочатку натрапляє на плем'я Мурах, а потім знайомиться Колючками та Привілейованих, хоча він відмовляється приєднатися до жодного племені. Походження Ская навіть для нього є таємницею.
- Ден (грає Рейф Кастанс), з групи «Мурахи» спочатку був членом групи «Мурахи», але він протистоїть їхнім віруванням, як-от поклоніння щурам Молл. Йому подобається спосіб життя «Колючок», і врешті-решт отримує дозвіл приєднатися до них після того, як йому довелося пройти церемонію посвячення.
- Омар (грає Трей Браун) з «Мурах» — надмірно захищає Мурах і недовірливо ставиться до сторонніх. Він також ненавидить Дена.
- Полум'я (грає Кемерон Вейкфілда) з «Привілейованих» — лідер вище вказаного племені та хуліган. Полум'я насправді не надто сильно віддалений від Гармоні чи Тіні, але нічого сказати не може, тому що вони є найближчими для члена сім'ї чи друзями, які він їх називає.
- Зора (грає Фелісіті Мілованович) з «Колючок» — лідерка вище вказаного племені. Вона відчуває, що в Ская є щось знайоме, запитуючи його, чи він «… впевнений, що раніше не був у цих краях?»
- Джег (грає Джошуа Ріппон) з «Колючок» — не любить сторонніх людей і вважає, що захист інших «Колючок» важливіший за все інше. (епізоди 1—16)
- Гармоні (грає Лара Кастанс) з групи «Привілейованих» — вона є головним радником «Полум'я», хоча таємно виношує застереження щодо керівництва «Полум'я».
- Файгар (грає Зої Робінс) з «Мурах» — лідерка вище вказаного племені, а також їх головна жриця в культі «предків».
- Кварлі (грає Томаса Стівентона) з «Колючок» — любить допомагати всім людям і робити те, що, на його думку, найкраще для всіх, а не лише для його племені.
- Касс (грає Пейдж Шанд-Хаамі) з «Мурах» — кухарка вище вказаного племені. Касс — турботлива дівчина, яка любить допомагати та втішати інших.
- Тінь (грає Джеймса Шоу) з «Основ» — керівник вище вказаного племені, член армії Привілейованих та охоронець Полум'я. Великий боєць та має бойовий шрам на лівому оці. Він тримає домашнього щура у своїй кімнаті в штабі Привів. Пізніше його «виганяють» під час перевороту Гармонії, але незабаром тікає. (епізоди 1—24)
- Гвін (яку грає Генрієтта Стівентон), раніше була «Відкинутою», а потім її обрали до «Привілейованих» — після того, як Діскан, Гвін вибирають, щоб стати «Привом», хоча вона не забула, що таке бути «Відкинутою» і ставиться до олшніх одноплемінників з повагою, на відміну від інших «Привілейованих». Згодом її приви обирають шпигункою за «Колючками» та «Мурахами», за умови: якщо Гвін досягне успіху та отримає корисну інформацію про обидва племена та про таємничого Ская, то вона залишиться з «Привами»; інакше її кинуть до Забороненої зони. Під час цієї місії Гвін знаходить свого давно загубленого брата Дена, який на той час став членом «Колючок».
- Ерін (грає Артур Коулі) з «Колючок» — молодший брат Леан. Він часто ледачий, пустотливий.
- Леан (грає Кеті Александер), з групи «Колючок» — старша сестра Ерін, і її нерідко дратують його витівки.
- Сал (грає Еббі-Мей Вейкфілд) з «Мурах» — їй лише 6 років. У неї є домашня свиня на ім'я Зірка, і вона дуже захищає тварин племені.

### Повторюються та гості
- Магдара (грає Імоджен Кассін) зі «Знищених» — служить Гвін, після приєднання останньої до Привілейованих. Гвін мати та дружить з дівчиною, але коли позиція Гвін у «Привів» загрожує Гармонією, Гвін підставляє Магдару за крадіжку і відправляє до Забороненої зони (епізоди 4—6).
- Руйнівник (грає Марк Шоу) з «Полум'я» — його спочатку вибрав Тінь, щоб шпигувати за Мурахами та Колючками для Привів, але Полум'я відкидає його на місію (епізод 9).
- Незнайомець (грає Джиммі Кван) з «Птахів» — наймолодший брат Санні та лорда Аттіли. Він заходить у табір «Мурах» під час гри в пасбол і викрадає чоботи Кварлі, окуляри Зута та всі курячі яйця. Згодом, поки Ерін ловить рибу, він краде велосипед Еріна. Він не говорить та вважається німим, коли його вперше знайшли Скай та Ден (епізоди 19—26).
- Санні (грає Гарретт Чін) з «Птахів» — брат та посланець лідера «Птахів» лорда Аттіла (епізоди 24—26).

### Персонажі з минулого / з міфології
Окрім героїв, яких ми бачили у «Новому завтра», були згадки та розповіді про інших людей та героїв із «Племені».

#### Брей
«Мурахи» поклоняються Брею. Протягом 1—3 серії Плем'я Брея є одним із головних героїв, які борються за побудову нового світу та відновлення порядку в місті. Його захоплюють «Техно» на початку 4 серії, коли дівчина Брея, Ембер, народжує сина. Ембер вирішила назвати дитину Бреєм, на честь його тата, і тому пам'ять про нього жила й надалі.

#### Зут
У міфології «Мурах» Зут — це зло, яке протистоїть добру Брея. Вони вважають, що всі проблеми, з якими стикалися в минулому: технології, машини, темрява та Велика мандрівка; всі були викликані Зутом. В оповідях «Мурах» Зут представлений як перебільшена форма того, як він виглядав у «Племені». Ім'я Зута відоме також «Бардам» та «Привам».

## Племена
У «Новому завтра» існують три основні племені. Це Мурахи, Колючки та Привілейовані. Четверте плем'я вводиться ближче до кінця циклу серій.

### Мурахи
Мурахи — плем'я фермерів, яке складається з більш полохливих вижилих. Вони потребували, щоб хтось керував ними та надавав їм віру. Ця роль залишилася за Верховною Жрицею Файгар, яка їх очолювала та надала їм систему вірувань поклоніння предкам. Вони моляться до Брея (який представляє добро) та просять його керівництва, тоді як брат Брея, Зут, став «злом» в їх міфології та творцем усіх їх проблем. Мурахи сподіваються на день, коли повернеться «Предок». Мурах легко розрізнити за розмітками, які складаються з чорної позначки під очима та лінії з трьома меншими лініями по центру чола.

### Колючки
Колючки — це натуралістичне плем'я, яке живе в лісі та захищає свої землі. Вони беруть лише те, що їм потрібно, щоб вижити для збереження навколишнього середовища. Воїн Зора очолює їх у поклонінні Сонцю, Місяцю та Дощу. Вони хороші слідопити та мисливці, можуть рухатися в лісі, будучи невидимими для інших. По центру лісу знаходиться їх примітивне поселення з дерев'яних хатин та вогнищ. Групу легко ідентифікувати за позначками на головах, які складаються з п'ятиконечного віяла по центру лоба та різнокольорової маски навколо очей. (Ліанн — єдина, кого бачили без цієї кольорової маски)

### Привілейовані
Привілейовані відчувають, що вони перевершують інші племена та прагнуть досконалості як у своєму зовнішньому вигляді, так і в своїх діях. Вони живуть у тунелях та кімнатах під старою водяною дамбою, їх очолює Полум'я. У привілейованих є група солдатів під назвою «Основи» (сильний і сміливий народом) та групою рабів (Відкинуті), які працюють на шахтах та плантаціях, керованих під керівництвом Привілейованих, або якщо їм пощастило, вони працюють особистими слугами Привілейованими. Рух між цими групами, як передбачається, визначатимуть усі Привілейовані, однак Полум'я бере на себе вибір багатьох з тих, хто змушений змінювати групи, навіть доходячи до того, що «відкидає» своїх членів Привілейованих у капелюхах у краплі. Приви не мають чітко вираженого маркування, навпаки, їх одяг набагато гарніший, ніж одяг Мурах і Колючок. Відкинуті позначені стільниковим візерунком по центру чола та сірим одягом.

### Птахи
Вперше «Птахи» з'явилися в 24-й серії «Нового завтра». Їх очолює лорд Аттіла. У цьому ж епізоді до табору Привілейованих прибуває вісник лорда Аттіла, Санні. Згодом ми дізнаємось, що Санні — брат лорда Аттіла. Санні повідомляє Гармоні, що в його племені багато ворогів, бо якщо плем'я відмовляється торгувати з ними, вони просто беруть те, що хочуть.

## Виробництво
Цільова аудиторія «Нового завтра» — діти від 8 до 12 років, тоді як «Плем'я» було націлене на дещо старшу аудиторію підлітків. Однак більшість фанів серіалу складають люди, які виросли на перегляді «Племені».
Серіал в основному створювали продюсери Гаррі Даффін та Реймонд Томсон, оскільки головний спонсор оригінального серіалу «Плем'я», «Канал 5», випав. Планувалося, що «Нове завтра» буде демонструватися на «Каналі 5».
Незважаючи на репутацію Клауд 9, яка полягала у тому, щоб запрошувати до всіх своїх програм одних і тих самих акторів, жодного актора з «Племені» не запросили. Деякі з них все ж працювали за кулісами серіалу, а саме Калеб Росс (Лекс з «Племені»), який працював над звуковим супроводом, та Ванесса Стейсі (Еліс з «Племені»), яка була тренером по голосу для молодих акторів «Нового завтра».

## Сюжет
Перші декілька епізодів розповідають про героїв та навколишню обстановку. Два конкуруючих між собою лісових племені; воїнів Колючок, очолюваних найсильнішим серед них Зорою, та фермерів Мурах, очолюваних релігійним та мирним Файгаром, живуть у страху перед двома речами: машинами та Привілейованим, жадібним до влади племенем на чолі з не менш властолюбними Полум'ям, якому допомагають його радник Гармоні та вождь воїнів Тінь.
Сторонній на ім'я Скай потрапляє до племені Колючок; він не знає, звідки прийшов, і пам'ять у нього пошкоджена. Там він швидко заводить друзів. Мураха, якого звати Ден, зустрічає плем'я Колючок та вирішує, що хоче бути Колючкою, а не Мурахою. Пізніше Приви нападають на плем'я Колючок, але Полум'я перемагає Скай і тікає.
За цей час Полум'я також дозволило одному з Відкинутих (рабів Привілейованих) стати Привілейованою. Її звуть Гвін.
Після нападу Колючки та Мурахи вирішують, що повинні працювати разом; вони об'єднують зусилля та вирішують, щоб уникнути суперечок, що Скай повинен очолити племена, які зараз працюють разом. Вони облаштовують свою базу серед племені Мурах, і, незважаючи на декілька аргументів, готові спробувати порозумітися.
Полум'я відправляє Гвін як шпигунку до племен. Вона прикидається біглою Відкинутою; зустрічає Дена, який насправді є її братом. Незважаючи на те, що там знаходиться її брат, вона залишається вірною Полум'ю і передає своєму ватажку важливу інформацію. Коли вона повертається до Привів (Мурахи та Колючки ще не знають, що вона шпигунка), то просить Дена піти з нею. Він відмовляється і Гвін повертається сама.
З новою інформацією Полум'я викрадає Файгара та Скай, коли вони виходять у патруль. Мурахи та Колючки через це розгублені, і Зора бере керівництво племенами на себе.
Тінь та Гармоні починають дратвати егоїзм Полум'я, і вони починають планувати змову проти нього. Зрештою, Полум'я та Мурахи / Колючки знаходять спосіб врегулювати свої розбіжності: гра в пасбол (схожа на гру в регбі). Приви мінімально програють, і Гармоні скидає Полум'я, Мурахи / Колючки захоплюють його і тримають у полоні. Хоча Гармоні обіцяла, що змовники працюватимуть разом, вона зраджує Тінь і відправляє його до Відкинутих.
Файгар і Скай рятуються від Відкинутих: так само робить Тінь, і ми більше не бачимо його протягом решти серії (шанувальники серіалу вважають, що він зустрівся з племенем Птахів, див. нижче). Племена в захваті від повернення Файгара та Скай. Файгар і Зора мають декілька аргументів, але потім вирішують розділити лідерство племені. Полум'я звільняють, але він повинен працювати, як решта мурах і колючок. Скай та Ден у патрулі знаходять дивного молодого хлопця, але, здається, він не може говорити. Вони повертають його до племені і дозволяють робити хлопцеві те, що той бажає.
Гармоні потрібен особистий помічник. Вона обирає Гвін. Незважаючи на те, що спочатку здається нібито Гвін — рабиня Гармоні, вони незабаром стають хорошими друзями. При чому, дуже близькими. Таємниче плем'я Птахів приходить та зустрічає Привів. Здається, вони хочуть торгувати. Гармоні повідомляє їм, що вони зустрінуться із Зорою та Файгаром, щоб обговорити питання торгівлі.
Зрештою, вони справді зустрічаються. Гармонія розуміє, що між племенами є більше спільного, ніж вони думали, і вони одного разу могли б стали друзями. За винятком грубого племені Птахів, яке незабаром піде. Гармоні також усвідомлює, що друзі важливіші за владу, і повертає трон Полум'ю, який також змінився, і вирішує звільнити Відкинутих. Приви кажуть, що вони сподіваються отримати більше таких ночей. Гвін обдумує можливість того, щоб залишитися з братом, але вирішує залишитися з Привами, знаючи, що незабаром вони знову побачаться.
Після зустрічі Птахи повертаються до Мурашиного табору. Виявляється, незнайомець, який прийшов до їх племені, був братом ватажка Птахів. Плем'я Птахів прийшло забрати хлопчика назад. Скай запитує, чому він не розмовляє, а лідер каже: «Він говорить лише про те, що йому подобається». (Хлопчик сказав лише дві фрази у серіалі «Тільки прототип» та «БРАТ!». Це означає, що йому подобаються його брат та машини). Зараз 4 племені здаються єдиними. Птахи відходять, а члени племен Мурах і Колючок стоять навколо в колі, при цьому Файгар каже: «Я впевнений, що нас чекає ще багато пригод». Вони складають одні руки на інші й кажуть «Ага!», на цьому й закінчується серіал.